# Río Vacacaí
El río Vacacaí (en portugués: rio Vacacaí) es un río de Brasil que discurre íntegramente por el estado de Río Grande del Sur. Desagua en el río Yacuy e, hidrográficamente, pertenece a la región hidrográfica del Atlántico Sur. Tiene una longitud de 330 km, drena una cuenca de unos 10 000 km² y su caudal medio de período largo en el Balneário da Tunas, en Restinga Seca, a 51 km de la desembocadura en el Yacuy, es de 110 m³/s. La descarga específica en la cuenca está en torno a los 0,016 m³/s · km².
Nace en las coordenadas 30°44′00″S 54°10′00″O / -30.73333, -54.16667 unos 45 kilómetros al sureste de São Gabriel, a partir de sus fuentes toma primero un corto tramo una dirección noroeste en la que orilla a la población de Vacacaí para luego contornear, unos 12,9 km más abajo, a la citada São Gabriel, para luego tomar dirección definida hacia el noreste.
El nombre, utilizado desde la colonia española en el siglo XVII frecuentemente con la grafía Bacacay, parece ser una palabra compuesta de español y guaraní: vaca - cay (capucha, cuerno) = Cuerno de vaca (?).